# Liste der Baudenkmäler in Ergoldsbach
Auf dieser Seite sind die Baudenkmäler in dem niederbayerischen Markt Ergoldsbach zusammengestellt. Diese Tabelle ist eine Teilliste der Liste der Baudenkmäler in Bayern. Grundlage ist die Bayerische Denkmalliste, die auf Basis des Bayerischen Denkmalschutzgesetzes vom 1. Oktober 1973 erstmals erstellt wurde und seither durch das Bayerische Landesamt für Denkmalpflege geführt wird. Die folgenden Angaben ersetzen nicht die rechtsverbindliche Auskunft der Denkmalschutzbehörde.

## Baudenkmäler nach Ortsteilen

### Ergoldsbach
| Lage                                  | Objekt                                     | Beschreibung | Akten-Nr.              | Bild                      |
| ------------------------------------- | ------------------------------------------ | --- | ---------------------- | ------------------------- |
| Bahnhofstraße 1 (Standort)            | Wohn- und Geschäftshaus                    | zweigeschossiges Gebäude mit Mansardwalmdach und Halbwalm, mit Zwerchgiebel und Standerkern, in historisierenden, neubarocken Formen, um 1925/28.                                                                                          | D-2-74-127-1 Wikidata  | Wohn- und Geschäftshaus   |
| Bayerbacher Straße 2 (Standort)       | Nischenkapelle, Bildstock                  | kleiner massiver Bau mit Satteldach, Gliederung durch Eckpilaster, abgesetztes Gebälk und Dreiecksgiebel, mit Figur des Johann Nepomuk, erste Hälfte 18. Jahrhundert; an der Brücke über den Goldbach.                                     | D-2-74-127-2 Wikidata  | Nischenkapelle, Bildstock |
| Friedhofstraße 3; Mühlfeld (Standort) | Lourdeskapelle (Bergkapelle) mit Stationen | kleiner Zentralbau mit westlich vorgesetztem Turm, neugotischer Backsteinbau, mit Lisenengliederung, wohl spätes 19. Jahrhundert; mit Ausstattung; Kalvarienberg, Kreuzweg mit 14 Stationen, spätes 19. Jahrhundert.                       | D-2-74-127-3           | weitere Bilder            |
| Friedhofstraße 29 (Standort)          | Katholische Kapelle St. Agatha             | im Kern mittelalterlicher Bau, 1726 barockisiert, mit Putzgliederung und Dachreiter mit Zwiebelhaube; mit Ausstattung. | D-2-74-127-4 Wikidata  | weitere Bilder            |
| Hauptstraße 12 (Standort)             | Wohnhaus                                   | zweigeschossiges Gebäude mit Mansardwalmdach, mit Eckrustizierung und Putzgliederung, um 1840. | D-2-74-127-5 Wikidata  | Wohnhaus                  |
| Hauptstraße 15 (Standort)             | Pfarrhaus                                  | zweigeschossiger Walmdachbau, mit einfacher Putzgliederung, 1723. | D-2-74-127-6 Wikidata  | Pfarrhaus                 |
| Hauptstraße 18 (Standort)             | Katholische Pfarrkirche St. Peter und Paul | Saalkirche mit erweitertem Querhaus und Westturm, erbaut 1729, Chor und Querhaus 1886/87, Gliederung durch Lisenen und Dachfries sowie Putzbänderung, Westturm mit Geschossgliederung, abgesetztem Oberbau und Spitzhelm; mit Ausstattung. | D-2-74-127-7 Wikidata  | weitere Bilder            |
| Hauptstraße 18 (Standort)             | Kriegerdenkmal                             | Sockelaufbau mit Madonnenbekrönung, nach 1945. | D-2-74-127-38 Wikidata | weitere Bilder            |
| Hauptstraße 24, 26 (Standort)         | Gasthof                                    | zweigeschossiger Satteldachbau, im Kern 16./17. Jahrhundert, Innenhof mit drei Schroten, Anfang 19. Jahrhundert. | D-2-74-127-8 Wikidata  | Gasthof                   |

### Dürrenhettenbach
| Lage                       | Objekt                                        | Beschreibung | Akten-Nr.     | Bild           |
| -------------------------- | --------------------------------------------- | --- | ------------- | -------------- |
| Haus Nr. 10 1/2 (Standort) | Katholische Filialkirche St. Quirin mit Mauer | Saalkirche mit östlich vorgesetztem Turm, Anlage der zweiten Hälfte des 17. Jahrhunderts, mit einfacher Putzgliederung, Turm mit Geschossgliederung, Achteckaufsatz und Spitzhelm; mit Ausstattung; Friedhofsmauer mit Ziegelmauerwerk, 18./19. Jahrhundert. | D-2-74-127-11 | weitere Bilder |

### Iffelkofen
| Lage                              | Objekt                   | Beschreibung | Akten-Nr.              | Bild               |
| --------------------------------- | ------------------------ | --- | ---------------------- | ------------------ |
| Regensburger Straße 80 (Standort) | Filialkirche St. Stephan | Saalkirche, barocke Anlage, Gliederung durch Lisenen, Dachfries und Putzbänderung, nördlich Chorflankenturm mit Achteckaufsatz und Zwiebelkuppel, Neubau von 1726, Turmunterbau romanisch; mit Ausstattung. | D-2-74-127-12 Wikidata | weitere Bilder     |
| Kirchenstraße 2 (Standort)        | Zugehöriger Stadel       | in Blockbauweise, Ende 18. Jahrhundert. | D-2-74-127-13 Wikidata | Zugehöriger Stadel |

### Jellenkofen
| Lage                              | Objekt  | Beschreibung                                                                                             | Akten-Nr.              | Bild           |
| --------------------------------- | ------- | --- | ---------------------- | -------------- |
| Regensburger Straße 57 (Standort) | Schloss | dreigeschossiger Walmdachbau, mit Pilastergliederung, Putzgliederung in barocken Zierformen, um 1720/30. | D-2-74-127-14 Wikidata | weitere Bilder |

### Kläham
| Lage                                   | Objekt                                        | Beschreibung | Akten-Nr.              | Bild           |
| -------------------------------------- | --------------------------------------------- | --- | ---------------------- | -------------- |
| Kirchplatz 1 (Standort)                | Expositurkirche Mariä Heimsuchung und Kapelle | Saalkirche mit eingezogenem Chor und Westturm, Gliederung durch Lisenen und Putzbänderung, Westturm mit Geschossgliederung, achtseitigem Aufsatz und Spitzhelm, erbaut 1747; mit Ausstattung. | D-2-74-127-15 Wikidata | weitere Bilder |
| Hofmarkstraße 6 (Standort)             | Stadel                                        | Blockbau mit Satteldach, 18. Jahrhundert. | D-2-74-127-16 Wikidata | Stadel         |
| Kirchbergstraße 1 (Standort)           | Stadel einer ehemaligen Hakenhofanlage        | in Blockbauweise mit Steildach, zweite Hälfte 18. Jahrhundert. | D-2-74-127-17 Wikidata | BW             |
| Zwischen Talstraße 9 und 11 (Standort) | Kapelle                                       | Anfang 20. Jahrhundert; im westlichen Ortsteil. | D-2-74-127-18 Wikidata | Kapelle        |

### Langenhettenbach
| Lage                    | Objekt                  | Beschreibung | Akten-Nr.              | Bild           |
| ----------------------- | ----------------------- | --- | ---------------------- | -------------- |
| Haus Nr. 204 (Standort) | Filialkirche St. Petrus | Saalkirche mit Westturm, Friesband und Lisenengliederung, Westturm mit Achteckaufsatz und Zwiebelkuppel, 1764; mit Ausstattung. | D-2-74-127-19 Wikidata | weitere Bilder |

### Leonhardshaun
| Lage                    | Objekt                        | Beschreibung | Akten-Nr.              | Bild                          |
| ----------------------- | ----------------------------- | --- | ---------------------- | ----------------------------- |
| Haus Nr. 106 (Standort) | Wallfahrtskirche St. Leonhard | Saalkirche mit eingezogenem Chor und Westturm, spätgotische Anlage des 15. Jahrhunderts, barockisiert im 18. Jahrhundert, mit Lisenen- und Putzgliederung, südseitig am Langhaus Spitzbogenblenden, Westturm mit abgesetztem Oberbau und Zwiebelhaube (erneuert); mit Ausstattung. | D-2-74-127-22 Wikidata | Wallfahrtskirche St. Leonhard |

### Martinshaun
| Lage                       | Objekt                        | Beschreibung | Akten-Nr.              | Bild           |
| -------------------------- | ----------------------------- | --- | ---------------------- | -------------- |
| Martinshaun 137 (Standort) | Katholische Kirche St. Martin | Saalkirche mit Westturm, mit einfacher Putzgliederung, Westturm mit Achteckaufsatz und stumpfem Helmabschluss, barocke Anlage von 1717; mit Ausstattung. | D-2-74-127-24 Wikidata | weitere Bilder |

### Oberdörnbach
| Lage                        | Objekt                                 | Beschreibung                                                  | Akten-Nr.              | Bild           |
| --------------------------- | -------------------------------------- | ------------------------------------------------------------- | ---------------------- | -------------- |
| Bei Hausnummer 1 (Standort) | Katholische Kapelle Hl. Dreifaltigkeit | massiver Satteldachbau mit Dachreiter, 1823; mit Ausstattung. | D-2-74-127-26 Wikidata | weitere Bilder |

### Osterhaun
| Lage                    | Objekt                           | Beschreibung                                                                                             | Akten-Nr.              | Bild                             |
| ----------------------- | -------------------------------- | --- | ---------------------- | -------------------------------- |
| Haus Nr. 120 (Standort) | Wohnstallhaus eines Dreiseithofs | zweigeschossiger Flachsatteldachbau, Blockbau mit Giebellaube, Trauf- und Giebelschrot, 18. Jahrhundert. | D-2-74-127-28 Wikidata | Wohnstallhaus eines Dreiseithofs |

### Paindlkofen
| Lage                    | Objekt                               | Beschreibung | Akten-Nr.              | Bild           |
| ----------------------- | ------------------------------------ | --- | ---------------------- | -------------- |
| Haus Nr. 211 (Standort) | Katholische Filialkirche St. Stephan | Saalkirche mit eingezogenem Chor und Westturm, mit Lisenen- und Putzgliederung, westlich vorgesetzter Sattelturm mit Lisenen- und Geschossgliederung, Rokoko-Anlage, 1772; mit Ausstattung. | D-2-74-127-29 Wikidata | weitere Bilder |
| Haus Nr. 311 (Standort) | Bauernhaus                           | zweigeschossiger Flachsatteldachbau mit Blockbau-Obergeschoss und Traufschrot, 19. Jahrhundert.                                                                                             | D-2-74-127-30 Wikidata | Bauernhaus     |

### Pfellnkofen
| Lage                  | Objekt                                   | Beschreibung | Akten-Nr.              | Bild                                  |
| --------------------- | ---------------------------------------- | --- | ---------------------- | ------------------------------------- |
| Haus Nr. 5 (Standort) | Katholische Filialkirche St. Nikolaus    | kleiner Saalbau mit eingezogenem Chor, spätromanische Anlage, Ende 13. Jahrhundert, um 1600 ausgebaut, östlich über Langhaus kleiner dachreiterartiger Sattelturm; mit Ausstattung.                       | D-2-74-127-31 Wikidata | Katholische Filialkirche St. Nikolaus |
| Haus Nr. 4 (Standort) | Bauernhaus eines Vierseithofs mit Stadel | zweigeschossiger Steildachbau mit Blockbau-Obergeschoss und Traufschrot, erste Hälfte 18. Jahrhundert; langer querstehender Stadel mit Kornkasten, Blockbau-Obergeschoss mit Satteldach, 18. Jahrhundert. | D-2-74-127-32 Wikidata | BW                                    |

### Reicherstetten
| Lage                                                           | Objekt      | Beschreibung                                                          | Akten-Nr.              | Bild           |
| -------------------------------------------------------------- | ----------- | --------------------------------------------------------------------- | ---------------------- | -------------- |
| Stiftsgrund. Am Waldrand nördlich von Reichestetten (Standort) | Feldkapelle | kleiner massiver Satteldachbau, 18./19. Jahrhundert; mit Ausstattung. | D-2-74-127-33 Wikidata | weitere Bilder |

### Stetten
| Lage                   | Objekt    | Beschreibung                                                           | Akten-Nr.              | Bild      |
| ---------------------- | --------- | ---------------------------------------------------------------------- | ---------------------- | --------- |
| Haus Nr. 35 (Standort) | Bildstock | kleiner massiver ädikulenförmiger Bau mit Bildnische, 19. Jahrhundert. | D-2-74-127-35 Wikidata | Bildstock |

### Unterdörnbach
| Lage                 | Objekt                               | Beschreibung                                                                                      | Akten-Nr.              | Bild           |
| -------------------- | ------------------------------------ | ------------------------------------------------------------------------------------------------- | ---------------------- | -------------- |
| Am Wald 7 (Standort) | Katholische Filialkirche St. Michael | östlich Dachreiter mit Kuppelhaube, mit Putzbändern und Lisenengliederung, 1726; mit Ausstattung. | D-2-74-127-36 Wikidata | weitere Bilder |

## Ehemalige Baudenkmäler
In diesem Abschnitt sind Objekte aufgeführt, die früher einmal in der Denkmalliste eingetragen waren, jetzt aber nicht mehr. Objekte, die in anderem Zusammenhang also z. B. als Teil eines Baudenkmals weiter eingetragen sind, sollen hier nicht aufgeführt werden. Aktennummern in diesem Abschnitt sind ehemalige, jetzt nicht mehr gültige Aktennummern.
| Lage                                                    | Objekt                  | Beschreibung                                                                           | Akten-Nr.              | Bild            |
| ------------------------------------------------------- | ----------------------- | -------------------------------------------------------------------------------------- | ---------------------- | --------------- |
| Ergoldsbach Hauptstraße 30 (Standort)                   | Wohn- und Geschäftshaus | um 1925.                                                                               | D-2-74-127-10 Wikidata | BW              |
| Langenhettenbach Haus Nr. 415 (Standort)                | Kleinbauernhaus         | erdgeschossig mit Kniestock und Giebelschrot, im Kern 17./18. Jahrhundert.             | D-2-74-127-21 Wikidata | Kleinbauernhaus |
| Oberdörnbach Haus Nr. 1, östlich der Kapelle (Standort) | Kellerhaus              | mit Blockbau-Obergeschoss, erste Hälfte 19. Jahrhundert.                               | D-2-74-127-27 Wikidata | BW              |
| Salzburg Haus Nr. 1 (Standort)                          | Ehemaliges Bauernhaus   | Wohnstallbau, auf der Rückseite Traidboden, Blockbau, 18. Jahrhundert.                 | D-2-74-127-34 Wikidata | BW              |
| Unterdörnbach Am Wald 5 (Standort)                      | Hakenhof                | Obergeschoss verputzter Blockbau mit Flachsatteldach und Traufschrot, 18. Jahrhundert. | D-2-74-127-37 Wikidata | BW              |

## Abgegangene Baudenkmäler
In diesem Abschnitt sind Objekte aufgeführt, die früher einmal in der Denkmalliste eingetragen waren, jetzt aber nicht mehr existieren, z. B. weil sie abgebrochen wurden. Aktennummern in diesem Abschnitt sind ehemalige, jetzt nicht mehr gültige Aktennummern.

| Lage                              | Objekt                       | Beschreibung | Akten-Nr.     | Bild           |
| --------------------------------- | ---------------------------- | --- | ------------- | -------------- |
| Lernbeutel Haus Nr. 33 (Standort) | Bildstock, ehemalige Kapelle | massiver Satteldachbau, um 1840/60; mit Ausstattung. Die baufällige, barocke Kapelle wurde 2009 durch einen Bildstock ersetzt. | D-2-74-127-23 | weitere Bilder |